# الهيئة العامة لتنفيذ المشروعات الصناعية والتعدينية (مصر)
الهيئة العامة لتنفيذ المشروعات الصناعية والتعدينية هي هيئة حكومية مصرية تابعة لوزارة الصناعة، أنشأت بقرار قرار رئيس جمهورية مصر العربية رقم 779 لسنة 1969، تعمل في مجال تقديم الخدمات الاستشارية والهندسية والتنفيذ والإدارة لمشروعات التشييد الصناعي والتنموي والبنية الأساسية الداعمة لهذه المشروعات داخل مصر وخارجها.

## التشريعات المنظمة
- قرار رئيس الجمهورية رقم 779 لسنة 1969 بإنشاء الهيئة العامة لتنفيذ مجمع الحديد والصلب.[4]
- قرار رئيس الجمهورية رقم 780 لسنة 1969 بتشكيل مجلس إدارة الهيئة العامة لتنفيذ مجمع الحديد والصلب.[5]
- قرار رئيس الجمهورية رقم 8 لسنة 1979 بتعديل قرار رئيس الجمهورية رقم 779 لسنة 1969 وتغيير اسم الهيئة العامة لتنفيذ مجمع الحديد والصلب إلى الهيئة العامة لتنفيذ المجمعات الصناعية التعدينية.[6]
- قرار رئيس الجمهورية رقم 21 لسنة 1993 بتعديل قرار رئيس الجمهورية رقم 779 لسنة 1969 وتغيير اسم الهيئة العامة لتنفيذ المجمعات الصناعية التعدينية إلى الهيئة العامة لتنفيذ المشروعات الصناعية والتعدينية.[7]
- قرار رئيس مجلس الوزراء رقم 1411 لسنة 1993 بشأن تشكيل مجلس إدارة الهيئة العامة لتنفيذ المشروعات الصناعية والتعدينية.
- قرار رئيس مجلس الوزراء رقم 3285 لسنة 2009 بشأن تشكيل مجلس إدارة الهيئة العامة لتنفيذ المشروعات الصناعية والتعدينية.

## مجلس الإدارة
- رئيس مجلس الإدارة: وزير التجارة والصناعة.
- رئيس الجهاز التنفيذي للهيئة ومقرر مجلس الإدارة.
- نائب رئيس مجلس الدولة.
- مدير المركز الوطني لتخطيط استخدامات اراضي الدولة.
- رئيس الهيئة العامة للتنمية الصناعية

رئيس مجلس الإدارة والعضو المنتدب شركة القاهرة للاستثمار والتطوير العقاري والصناعي
رئيس قسم الهندسة الإنشائية - كلية الهندسة جامعة القاهرة
- ممثل وزارة البترول والثروة المعدنية.
- ممثل وزارة المالية: رئيس الإدارة المركزية للخبرة المالية.
- ممثل وزارة التجارة والصناعة: مساعد معالي وزير التجارة للشئون الفنية.
- ممثل وزارة البيئة: رئيس الادارة المركزية لتحسين البيئة الصناعية والطاقة.
- رئيس مجلس إدارة الاتحاد المصري لمقاولي التشييد والبناء.
- أمين سر المجلس: رئيس الادارة المركزية للشئون المالية والإدارية بالجهاز التنفيذي.

## المهام
- تنفيذ ما يُسند اليها من مشروعات صناعية وتنموية وبنية تحتية.
- إجراء الأبحاث والدراسات الفنية وخاصة في مجال المناطق الصناعية والمرافق والبنية الأساسية.
- القيام بإجراءات التمويل والتنفيذ للمشروعات ثم تسليمها لجهات الإختصاص لإدارتها.

## وصلات خارجية
- الموقع الرسمي للهيئة.
- الصفحة الرسمية للهيئة على موقع فيس بوك.